# Гидропескоструйная обработка
Ги́дропне́вмопескостру́йная (гидропескоструйная) обрабо́тка — один из способов пескоструйной очистки поверхностей абразивными материалами с применением воды в для пылеподавления и уменьшения коробления материалов.

## Технология
Смесь абразива (как правило, кварцевого песка) с водой (при обработке металлов применяют добавки ингибиторов коррозии) подаётся с помощью воздуха в сопло, из которого трёхфазная среда выходит с высокой скоростью и используется для обработки поверхностей.
В отличие от пескоструйной очистки имеет ряд преимуществ: является беспыльной технологией что позволяет работать в соответствии с Санитарно-эпидемиологические правила СП 2.2.2.1327-03, которые запрещают использование кварцевого песка без пылеподавления. Также гидропескоструйная обработка применяется для очистки крупногабаритных деталей и труднодоступных поверхностей.
В некоторых конструкциях аппаратов в гидрорежиме достигается экономия абразива до 40 % по сравнению с классической сухой пескоструйной очисткой. Пневмогидропескоструйная очистка является более щадящей, так как при использовании воды исключается нагрев обрабатываемой поверхности выше температуры окружающего воздуха, что уменьшает вероятность деформации поверхностных слоёв обрабатываемого материала.